# Guvatgém
A guvatgém vagy napmadár (Eurypyga helias) a madarak (Aves) osztályának az Eurypygiformes rendjébe, ezen belül a guvatgémfélék (Eurypygidae) családjába tartozó egyetlen faj.

## Rendszertani besorolása
Ezt a madarat korábban a darualakúak (Gruiformes) rendjébe sorolták be, de az újabb alaktani- és DNS-vizsgálatok alapján, melyeket 2014-ben Jarvis és társai végeztek el, kitudódott, hogy a guvatgém és közeli rokonai, a kagufajok külön rendet alkotnak.

## Előfordulása
Mexikó, Közép-Amerika és Dél-Amerika északi részén honos. Erdős hegyi patakok környékét kedveli.

## Megjelenése
Testhossza 46-53 centiméter. Hosszú gázló lábai vannak. Szárnyukon szemnek látszó foltokkal el tudják ijeszteni a rájuk támadó ragadozókat, de szerepet kap a párválasztásnál is.

## Életmódja
Magányosan, vagy párban keresgéli rovarokból, pókokból, rákokból és kisebb halakból álló táplálékát. Keskeny, hegyes csőrükkel felszúrják a zsákmányt.
|  |

## Szaporodása
A költési időszak tavasszal van. Évente rendszerint egyszer költ. Fákra, vagy bokrokra, mohából, növényi anyagokból és sárból készíti fészkét. A fészekalj 2 vagy 3 ovális, vajszínű, barnán pettyezett tojásból áll. Ezeken mindkét szülő 27 napig kotlik. A fiatal madarak 21 napos korukban hagyják el a fészket, de csak néhány hét múlva válnak röpképessé.